# (16474) 1990 QG3
1990 كيو جي 3 (ويعرف أيضًا باسم (16474) 1990 كيو جي 3 وفق تسمية الكوكب الصغير) (بالإنجليزية: 1990 QG3)‏ هو كويكب ضمن حزام الكويكبات؛ وترتيبه 16474 من حيث الاكتشاف.
اكتُشف هذا الجُرم الفلكي بواسطة هنري هولت إي في 28 أغسطس 1990.

## وصلات خارجية
- (16474) 1990 QG3 في قاعدة بيانات مختبر الدفع النفاث لأجرام النظام الشمسي الصغيرة

- الاكتشاف · مخطط المدار ·  العناصر المدارية · المعلمات المادية

- (16474) 1990 QG3 على موقع ويكي سكاي: DSS2, SDSS, GALEX, IRAS, Hydrogen α, X-Ray, Astrophoto, Sky Map, Articles and images